# Pterycombus
Pterycombus – rodzaj ryb z rodziny bramowatych.

## Klasyfikacja
Gatunki zaliczane do tego rodzaju:
- Pterycombus brama - brama srebrzysta[3]
- Pterycombus petersii